# Österreichische Bundesanleihe
Österreichische Bundesanleihen (englisch Republic of Austria Government Bonds, RAGB, im Sprachgebrauch oft Österreichische Staatsanleihe) sind Anleihen, die von der Republik Österreich begeben werden. Diese werden nach österreichischem Recht begeben und dienen dem Staat zur Finanzierung langfristiger Projekte etwa des Bildungs-, Pensions- und Gesundheitswesens, dem Aufbau der Infrastruktur sowie der Budgetfinanzierung.
Österreichische Bundesanleihen sind vorwiegend Wertpapiere, mit einem festen jährlichen Zinssatz (Kupon) ausgestattet (festverzinsliche Wertpapiere), der einmal jährlich ausgezahlt wird. Sie sind Inhaberpapiere und fungibel (Fungibilität bezeichnet die Tatsache, dass Wertpapiere jederzeit gekauft und weiterverkauft werden können). Am Ende der nominellen Laufzeit werden Bundesanleihen zum Nennwert zurückgezahlt (Tilgung).
Bundesanleihen werden durch die Österreichische Bundesfinanzierungsagentur (OeBFA) im Namen und auf Rechnung der Republik Österreich begeben (Primärmarkt). Bei im Auktionsverfahren begebenen Bundesanleihen kommt die von der Österreichischen Kontrollbank (OeKB) betriebene ADAS-Plattform zur Anwendung. Bundesanleihen können über alle Banken, Sparkassen oder Genossenschaftsbanken bzw. die meisten Online/Discount-Broker ge- und verkauft werden (Sekundärmarkt).
Die Republik Österreich verfügt über eine gute Bonität und ist von den drei größten Ratingagenturen Standard & Poor’s, Moody’s und Fitch jeweils mit sehr guten bis ausgezeichneten Ratings ausgestattet.
Anfang 2012 hat die ÖBFA erstmals eine Staatsanleihe in Höhe von zwei Milliarden Euro über 50 Jahre begeben. Zum Zeitpunkt der Begebung hatte diese Staatsanleihe die längste Laufzeit (bis 2062) in der gesamten Eurozone.
Im September 2017 hat die ÖBFA erstmals eine Staatsanleihe mit 100-jähriger Laufzeit begeben, welche damit abermals die längste Laufzeit (bis 2117) in der gesamten Eurozone darstellt.

## Nachweise
- Basiswissen-Broschüre: Österreichische Bundesanleihen, OeBFA, BMF, Wiener Börse (pdf)
- Tutorial: Staatsanleihen Österreich, Erste Bank (mit Disclaimer)

1. ↑  Anleiheerfolg: Österreich sagt Februar-Auktion ab, orf.at, 20. Jänner 2012.
2. ↑  Österreich begibt Staatsanleihe mit 100 Jahren Laufzeit, kurier.at, 12. September 2017.